# Квалеа, Полин
Полин Квалеа (англ. Pauline Kwalea; род. 29 февраля 1988, Хониара) — соломонская легкоатлетка, специалистка по бегу на короткие дистанции. Выступала за сборную Соломоновых Островов по лёгкой атлетике в период 2005—2013 годов, обладательница бронзовых медалей чемпионатов Океании и Южнотихоокеанских игр, участница двух летних Олимпийских игр.

## Биография
Полин Квалеа родилась 29 февраля 1988 года в городе Хониара, Соломоновы Острова.
Первого серьёзного успеха на взрослом международном уровне добилась в сезоне 2005 года, когда вошла в основной состав соломонской национальной сборной и побывала на Южнотихоокеанских мини-играх в Короре, откуда привезла награду бронзового достоинства, выигранную в программе эстафеты 4 × 400 метров. Также в этом сезоне она выступила в беге на 100 метров на чемпионате мира в Хельсинки, но здесь была далека от попадания в число призёров.
В 2007 году в эстафете 4 × 100 метров стала серебряной призёркой на чемпионате Меланезии в Кэрнсе, тогда как в эстафете 4 × 400 метров взяла бронзу на Южнотихоокеанских играх в Апии.
На чемпионате Океании 2008 года в Сайпане получила бронзу в смешанной эстафете на 800 метров. Благодаря череде удачных выступлений удостоилась права защищать честь страны на летних Олимпийских играх в Пекине. Стартовала здесь в беге на 100 метров, показала время 13,28 и не смогла преодолеть предварительный квалификационный этап. Была знаменосцем соломонской делегации на церемонии закрытия Игр.
После пекинской Олимпиады Квалеа осталась в составе легкоатлетической команды Соломоновых Островов на ещё один олимпийский цикл и продолжила принимать участие в крупнейших международных соревнованиях. Так, в 2009 году в беге на 100 метров она выиграла серебряную медаль на чемпионате Меланезии в Голд-Косте, выступила на мировом первенстве в Берлине.
В 2012 году отметилась выступлением на мировом первенстве в помещении в Стамбуле и благополучно прошла отбор на Олимпийские игры в Лондоне. На сей раз в беге на 100 метров показала на предварительном этапе время 12,90 и тем самым установила свой личный рекорд в данной дисциплине, однако этого вновь оказалось недостаточно для прохождения в следующую стадию соревнований.
Последний раз Полин Квалеа показала сколько-нибудь значимый результат на международной арене в сезоне 2013 года, когда в беге на 100 метров выступила на чемпионате мира в Москве.